# Centropogon burmeisteroides
Centropogon burmeisteroides är en klockväxtart som beskrevs av Mcvaugh. Centropogon burmeisteroides ingår i släktet Centropogon och familjen klockväxter. Inga underarter finns listade i Catalogue of Life.